# IU HEREH WORLD TOUR CONCERT
『IU HEREH WORLD TOUR CONCERT』は、韓国の女性歌手IUが2024年に開催したワールドツアーである。

## 概要
2024年3月2日から、ソウルを皮切りに横浜、台北、シンガポール、ジャカルタ、香港、マニラ、クアラルンプール、ロンドン、ベルリン、バンコク、大阪、ニューアーク、アトランタ、ワシントンD.C、ローズモント、オークランド、ロサンゼルスといった18都市全29公演を行った。
コンサートツアーとしては、2019年に開催したコンサートツアー「Love poem」以来5年ぶり。ワールドツアーはデビュー後初であり、IUにとって最大規模のツアーとなった。
9月21日と22日にはアンコール公演「2024 IU HEREH WORLD TOUR CONCERT ENCORE : THE WINNING」をソウルワールドカップ競技場で開催。
ソウルワールドカップ競技場での単独公演は、韓国の女性ソロ歌手としては史上初。ワールドツアーを通じて国内外での人気を証明し、18都市、アンコール公演を含めた31公演で、約52万人の観客を動員した。
また公演最終日となる9月22日は、IUにとって通算100回目の単独公演となった。
ツアータイトルの"HEREH"は、「Hypnotic」「Energetic」「Romantic」「Ecstatic」「Heroic」の5つの頭文字からなり、一部の公演では"H.E.R. "と表記されていた。
公演が終わると、ファン主導によるスローガンイベントや合唱イベントが各地で行われた。ダブルアンコールのステージの多くが、会場のファンによるリクエスト楽曲の中から披露された。
IUの韓国公演では会場を訪れるファンのために、IUの母が観客全員分の座布団を実費でプレゼントしていることが知られている。今ツアーでは日本を含む海外公演でも、IUの母が制作したキーホルダー、トレカ、トレカケースが来場者全員に配布された。
また、9月21日と9月22日のソウルでのアンコール公演では、座布団だけでなく双眼鏡も配布された。双眼鏡は『The Winning』のコンセプトにあったアイテムでもあり、遠くの席から公演を観覧するファンがIUを少しでも近くで見てほしいという意味だけでなく「私たちが設定するように焦点が合う望遠鏡のように、私たちが望むところに焦点を当て、私たちだけの目標を持っているようになればたくさん発見してたくさん勝ち取ってほしい」という意味を込めたと話した。

2024 Melon Music Awardsで、「2024 IU HEREH WORLD TOUR CONCERT」がステージ・オブ・ザ・イヤー賞を受賞した。

### 日本公演
2012年3月にシングル『Good Day (Japanese Version)』での日本デビューを皮切りに、本格的に日本活動を繰り広げた。2016年1月にディファ有明でファンミーティングを開催。2022年には女優として映画『ベイビー・ブローカー』の来日舞台挨拶で来日したが、歌手として日本での単独公演は12年ぶりとなった。
2024年3月23日と3月24日に横浜アリーナで開催。冒頭のMCで「日本での公演は12年ぶりですね。長い間待たせてしまって申し訳ない気持ちでいっぱいです」と話したIU。横浜2日目では、初日の公演を振り返り「終始涙が出てしまいそうだった、それくらい感動的だった」と心の内を明かし、この感動を母にショートメールで伝えた際には「みんなありがたいね。12年ぶりに会いにきた昔の友達を覚えていてくれて」と返信があったと話した。
MCでは流暢な日本語を披露し、観客を沸かせた。今回の公演のために日本語も勉強したという彼女は、「いつも来てくれる現地のファンの皆さんがいて、簡単には忘れられないと思う。10年前の日本活動を思い出すと、とても良い記憶として残っている。お互いに思い出を積み重ねていくような毎日だった。だから今思い出しても、良い記憶しかない」と日本ファンに対する特別な愛情を打ち明けた。
12年前の日本の観客は本当に静かで集中力が最高だったが、今の日本の観客は曲中の盛大な拍手や熱狂的なシンガロングとエネルギーが加わり、IUは感謝と感激を伝えた。観客からの大きな拍手や、終演を匂わせた際の「えー!?」と残念がる歓声などを「日本公演でしか聞くことができない豊かな音」と表現し、「ほかの歌手が好きでも大丈夫。ほかの歌手のコンサートに行くのは大丈夫。でもほかの歌手の公演で歌を一緒に歌うの、ダメ。それと1番が終わって拍手をするのも禁止！ これは私のコンサートでだけですよ、約束してください！」と独占欲を見せた。
公演VCRでは、日本のファンが準備した新横浜駅の屋外電光掲示板広告に直接訪問するIUの映像が流れた。ダブルアンコールでは、1日目に「Lilac」、「Beautiful Dancer」、「Palette」が、2日目に「Give You My Heart」、「Someday」、「一日の終わり」、「Epilogue」を歌唱。特に「Beautiful Dancer」は2013年に日本で発売したミニアルバム『Can You Hear Me?』のタイトル曲であり、準備してきたアコースティック・バージョンで披露し、会場の雰囲気を最高潮に導いた。
また、ダブルアンコールではLE SSERAFIMのSAKURAが手編みで作った帽子を着用して登場した。
2024年7月6日と7月7日にAsueアリーナ大阪で開催。大阪公演はチケットの申し込みが殺到し、選ばれた観客は会場を埋め尽くしてIUと共に2日間プレミアムな夜を過ごした。IUが登場すると割れんばかりの大歓声が包み込んだ。
オープニングを飾る「Holssi」では再び現地のキッズダンサーと愛らしいケミストリーをみせ、自身のヒット曲で満たされたセットリストを披露。ファンは全曲を韓国語で大合唱し、公式の掛け声のないパートでもポイントを生かして一緒に歌った。
ダブルアンコールでは、1日目に「Give You My Heart」、「Dear Name」、「Voice-mail」、「Hey」、「Palette」が、2日目に「Good Day (Japanese Version)」、「Someday」、「赤い靴」、「Knees」、「Palette」を歌唱。 
特に「Voice-mail」は、IUの自作曲であり、2013年に日本で発売したミニアルバムの収録曲で、同年10月に発売された3rdフルアルバムに韓国語バージョンで収録された曲であり、現場の反応はさらに熱いものだった。 
また「Good Day」は、ファンの大合唱イベントに応えてIUが日本語バージョンで短く披露した。日本公演だけのパフォーマンスということもあり、観客からは大きな歓声が上がった。 
記憶に残ったエピソードとして、公演会場に来る途中に、路上にファンの方々を数人見かけ、その中に本当にずっと前に日本で活動をした時、私の写真を撮りに時々来てくださった方がいたことを明かした。「いつも笑顔で駆けつけて私をカメラで撮ってくださった方だったが、その方に久しぶりに会った。今日は写真は撮らずに大声で『IU、本当に久しぶり』と私に言ってくださった」と振り返り、IUは「『I stan U』を歌いながら、あの方はどんな理由でこんなふうに長い時間、私の観客になってくれるのだろうかと思った。私がこのように久しぶりに大阪に公演しに来たのに、その気持ちを守ってくださるのがとても涙が出るように、とてもありがたかった。頻繁に歌いに来られない歌手だが、ずっと私にこんなふうに会いに来てくださって、みんなにとても感謝している」と涙ぐみながら話した。

### その他の海外公演

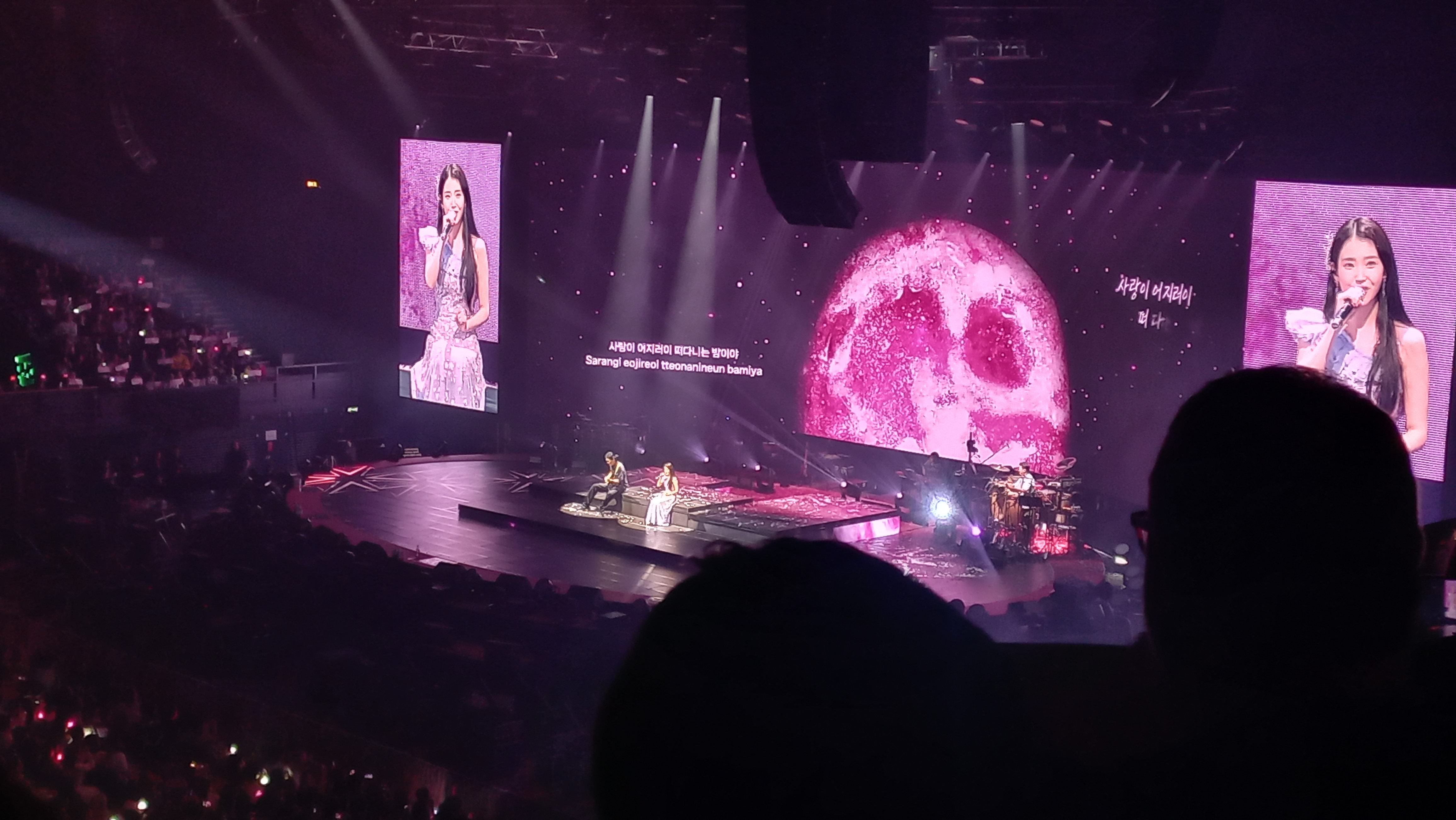
ロンドン公演 (2024年6月21日)

IUはいくつかの都市での公演で、現地アーティストのカバー曲を準備し、本公演のセットリストに含めた。
台北公演ではAccusefiveの「The One and Only」、香港公演ではシンガーソングライターのテレンス・ラム（Terence Lam）の「一人之境」、マニラ公演ではSunKissed Lolaの「Pasilyo」を披露。ロンドン公演ではコリーヌ・ベイリー・レイの「Like A Star」を披露。IUがデビュー当時からコリーヌを好きな歌手と挙げており、同曲をこれまで何度か弾き語りで披露していた。バンコク公演ではNont Tanontの「รักแรก(First Love)」を披露。「รักแรก(First Love)」はこれまで準備したカバー曲の中で発音するのが一番難しかったという。アトランタ公演では、ブルーベリーが特産物ということもあり、「strawberry moon」を「blueberry moon」として歌詞を変更して披露。舞台の背景もイチゴ色ではなくブルーベリー色の青い月を浮かべた。
2024年7月19日、Microsoftのシステム障害で空港の業務にも影響が広がり、数日間欠航が続く不測の事態が発生。アトランタ公演を終え、ワシントンD.Cまで飛行機で移動しなければならなかったIUも、欠航トラブルに見舞われた。7月22日のワシントンD.C公演のため、深夜に車で10時間かけてワシントンD.Cを訪れたことを明かした。
2024年2月に、IUのInstagramでUAENAおじいさんとして有名となったYouTuber「Zev Does KDrama」のジェブ・ラテトさんの動画に対して「あなたの動画のおかげで幸せです。長くあなたを幸せにしてあげたいです。アメリカでのコンサートにぜひ招待したいです」とメッセージを残した。7月30日のオークランド公演で、対面したことを明かした。

### チケット
- 横浜公演と大阪公演はどちらも抽選方式で販売された。チケット料金は一律15000円。チケットは即全席完売を記録し、熾烈なチケット争奪戦が繰り広げられた。追加販売された機材席も、即全席完売を記録し、IUの凄まじい人気を証明した[18]。
- 台北公演のチケットは、開始1分で両日2万席に達する座席がすべて完売した。チケット販売が行われたプラットフォームであるKKTIX内最高記録であり、70万人がチケット争奪戦に参加したとされている。
- アメリカの6都市公演チケットは、単独コンサートでは初めて訪問する地域であるにもかかわらず、予約販売開始からわずか10分で全席完売となった。待機人員は各都市ごとに少しずつ異なっていたが、最低4万人から最大6万人に達した。
- インドネシアのジャカルタ公演チケットは、約63万人の同時接続者数を記録し、全席完売となった。
- シンガポール公演のチケットは、3月15日のオープン直後に全席完売を記録。販売サイトがサーバー負荷で円滑に動かなくなるほどアクセスが集中し、IUに対する現地ファンの熱い関心を証明した[19]。
- マレーシアのクアラルンプール公演チケットは、約82万人の同時接続者数を記録して全席完売となった[20]。 アクセス数が多くサーバーが1時間ほど麻痺し、緊急サーバーの回復作業まで行われた。
- タイのバンコク公演チケットは、当日全席完売を記録し[14]、サーバーが麻痺して緊急復旧作業が行われた。
- 香港の公演チケットは、4月10日と15日の先前売りと一般前売りともに全席完売を記録した。
- イギリスのロンドン公演チケットは開始30分で全席完売となった。
- 今回の海外ツアーの中で最大の収容人数となったフィリピンのマニラ公演チケットも当日全席完売を記録した。4万余席に達する膨大な規模にも全席が完売すると、追加席を開放した。

記録
- アメリカのビルボードの2024年K-POPツアーの収益トップ10では、IU HEREHワールドツアーが8公演で92,600枚のチケットを販売し、1,660万ドルの収益を上げて6位となった[21]。
- 韓国のメロンチケットの2024年年間ランキングコンサートのフェスティバル部門では1位と2位を占めた。1位はソウルワールドカップ競技場で開催されたアンコールコンサートで、2位はKSPOドームで開催されたソウルコンサートだった。

## スケジュール
| 日時   | 日時    | 都市             | 会場                               | 観客動員数 |
| ------ | ------- | ---------------- | ---------------------------------- | ---------- |
| 2024年 | 3月2日  | ソウル           | KSPOドーム                         | 60,000人   |
| 2024年 | 3月3日  | ソウル           | KSPOドーム                         | 60,000人   |
| 2024年 | 3月9日  | ソウル           | KSPOドーム                         | 60,000人   |
| 2024年 | 3月10日 | ソウル           | KSPOドーム                         | 60,000人   |
| 2024年 | 3月23日 | 横浜             | 横浜アリーナ                       | —          |
| 2024年 | 3月24日 | 横浜             | 横浜アリーナ                       | —          |
| 2024年 | 4月6日  | 台北             | 台北アリーナ                       | 24,000人   |
| 2024年 | 4月7日  | 台北             | 台北アリーナ                       | 24,000人   |
| 2024年 | 4月20日 | シンガポール     | シンガポール・インドア・スタジアム | 17,400人   |
| 2024年 | 4月21日 | シンガポール     | シンガポール・インドア・スタジアム | 17,400人   |
| 2024年 | 4月27日 | ジャカルタ       | ICE BSD HALL 5-6                   |            |
| 2024年 | 4月28日 | ジャカルタ       | ICE BSD HALL 5-6                   |            |
| 2024年 | 5月25日 | 香港             | ASIAWORLD-ARENA                    |            |
| 2024年 | 5月26日 | 香港             | ASIAWORLD-ARENA                    |            |
| 2024年 | 6月1日  | マニラ           | フィリピン・アリーナ               | 37,000人   |
| 2024年 | 6月8日  | クアラルンプール | アシアタ・アリーナ                 | —          |
| 2024年 | 6月9日  | クアラルンプール | アシアタ・アリーナ                 | —          |
| 2024年 | 6月21日 | ロンドン         | OVOアリーナ・ウェンブリー          | 10,000人   |
| 2024年 | 6月22日 | ベルリン         | ウーバー・アレーナ                 | —          |
| 2024年 | 6月29日 | バンコク         | インパクト・チャレンジャー・ホール | —          |
| 2024年 | 6月30日 | バンコク         | インパクト・チャレンジャー・ホール | —          |
| 2024年 | 7月6日  | 大阪             | Asueアリーナ大阪                   | —          |
| 2024年 | 7月7日  | 大阪             | Asueアリーナ大阪                   | —          |
| 2024年 | 7月15日 | ニューアーク     | プルデンシャル・センター           | —          |
| 2024年 | 7月19日 | アトランタ       | ステートファーム・アリーナ         | —          |
| 2024年 | 7月22日 | ワシントンD.C.   | キャピタル・ワン・アリーナ         | —          |
| 2024年 | 7月25日 | ローズモント     | オールステート・アリーナ           | —          |
| 2024年 | 7月30日 | オークランド     | オークランド・アリーナ             | —          |
| 2024年 | 8月2日  | ロサンゼルス     | キア・フォーラム                   | 10,000人   |
| 2024年 | 9月21日 | ソウル           | ソウルワールドカップ競技場         | 100,000人  |
| 2024年 | 9月22日 | ソウル           | ソウルワールドカップ競技場         | 100,000人  |

3月のソウル公演には、ゲストにNewJeans（2日）、RIIZE（3日）、LE SSERAFIM（9日）、パク・ボゴム（10日）がゲスト出演した。

## 映画
『IU CONCERT: THE WINNING』（アイユー コンサート: ザ ウィニング）は、2024年9月21日から9月22日までソウルワールドカップ競技場で開催された公演の模様をシネマティック・カットした2作目のコンサート実況映画である。
2025年1月24日に韓国で公開された。
今作は2D上映を皮切りにIMAX、SCREENX、4DX、ULTRA 4DXなどすべての形式で上映され、“オールフォーマット”で上映されるのは韓国のコンサート実況映画としては初。
2025年1月25日・26日には韓国のCGV龍山アイパークモール、CGV永登浦で舞台挨拶を行った。
日本では2025年1月31日より2週間限定で公開。IMAX上映と、2月1日より応援上映の開催も決定した。映画館にペンライトなどのコンサートグッズを持ち込み、声援や歓声、拍手、手拍子等が可能に。会場を感動と熱狂に包み込んだIUのライブパフォーマンスに心置きなくエールを送ることができ、ライブで彼女とユエナが一体となった熱い瞬間をそのまま映画館で味わうことができる。
2025年2月10日、日本での上映が好評につき一部の劇場での上映延長が発表された。
2025年2月24日、これまで上映がなかった都道府県を含む17の映画館で1日限定拡大上映が行われた。

## 映像作品
『2024 IU HEREH WORLD TOUR CONCERT』は、2024年3月にKSPOドームで開催したHEREHワールドツアーと、2024年9月21日と22日にソウルワールドカップ競技場で開催されたアンコール公演を収録した映像作品。
2025年7月23日にEDAMエンターテインメントよりDVDとBlu-Rayが発売予定である。
収録内容
- HEREH：DISC1・2（約175分）
- THE WINNING：DISC1・2（約195分）